# 特伦扎诺
特伦扎诺（義大利語：Trenzano），是意大利布雷西亚省的一个市镇。总面积20平方公里，人口5515人，人口密度275.8人/平方公里（2009年）。国家统计（ISTAT）代码为017190。